# 毛樱桃
毛樱桃是蔷薇科李属的植物，也叫梅桃、山豆子。分布于中国大陆的辽宁、河北、四川、山西、青海、陕西、吉林、黑龙江、甘肃、山东、内蒙古、宁夏、西藏、云南等地，生长于海拔100米至3,200米的地区，多生于山坡林中、林缘、灌丛中和草地，目前尚未由人工引种栽培。

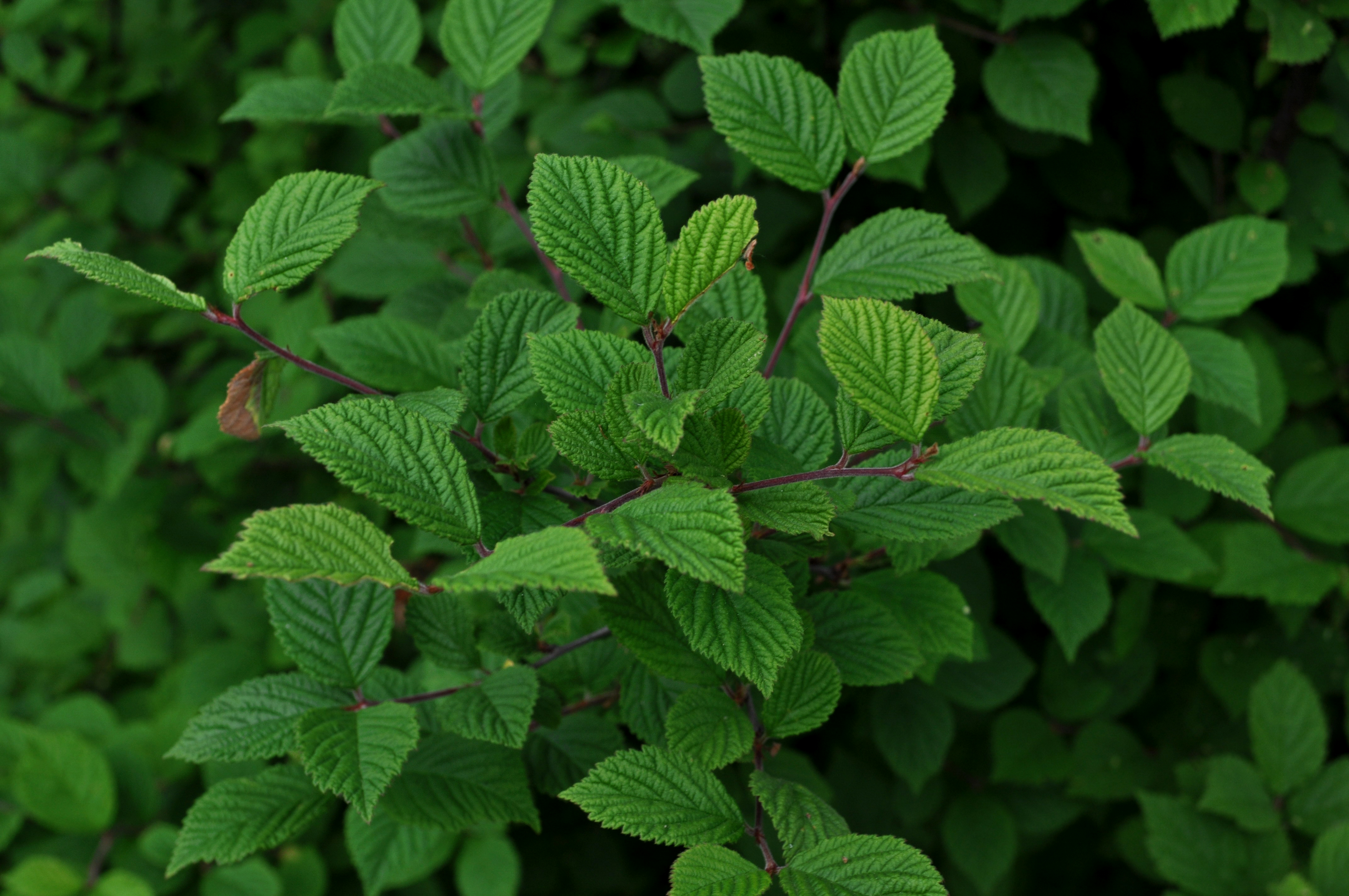
叶
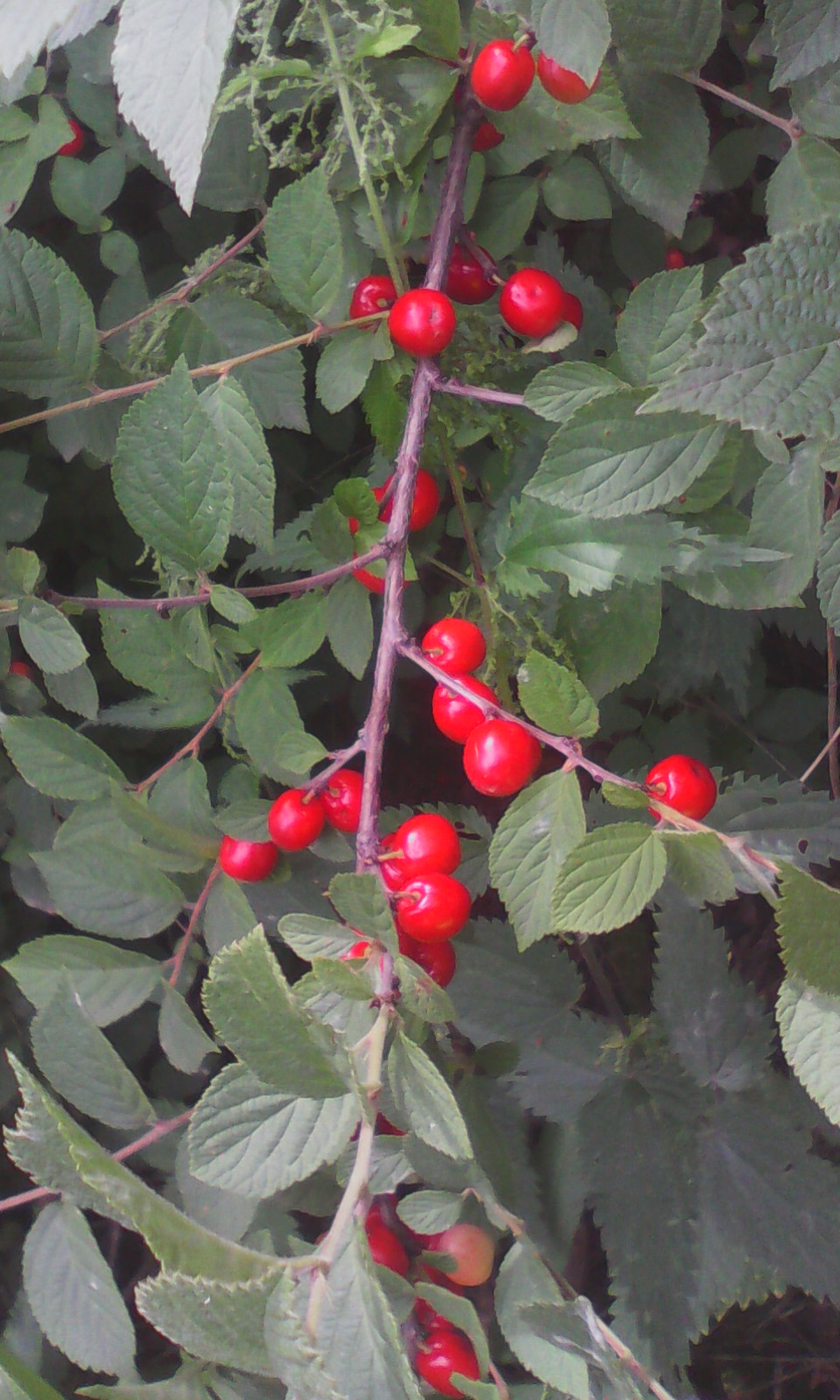
果
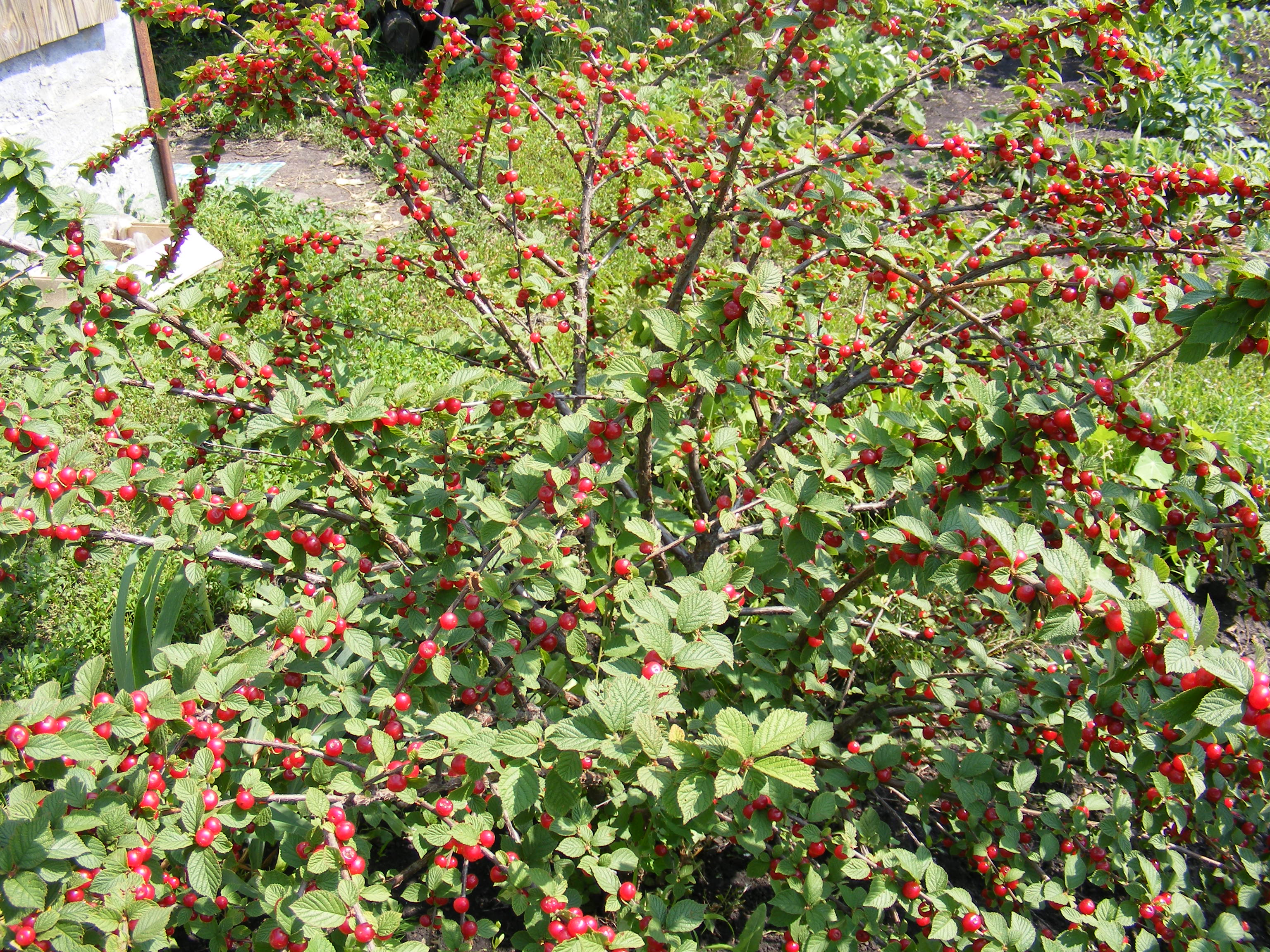
果

## 外部連結
- 毛櫻桃 Maoyingtao （页面存档备份，存于） 藥用植物圖像資料庫 (香港浸會大學中醫藥學院) （繁體中文）（英文）